# Mateikiv, Bar
Mateikiv (în ucraineană Матейків) este localitatea de reședință a comunei Mateikiv din raionul Bar, regiunea Vinnița, Ucraina.

## Demografie
Componența lingvistică a localității Mateikiv
     Ucraineană (99,26%)
     Alte limbi (0,74%)
Conform recensământului din 2001, majoritatea populației localității Mateikiv era vorbitoare de ucraineană (99,26%), existând în minoritate și vorbitori de alte limbi.